# Північно-Тамбейське газоконденсатне родовище
Північно-Тамбейське газоконденсатне родовище — одне з гігантських родовищ півострова Ямал у Тюменській області Росії.

## Опис
Родовище розташоване на північному сході півострова Ямал на узбережжі Обської губи, в 135 км північніше порту Сабетта та 375 км північніше аеропорту на мисі Кам'яний (де знаходиться нафтовий термінал, споруджений для розробки Новопортівського родовища).
Північно-Тамбейське родовище відкрите у 1982 році свердловиною № 16, пробуреною об'єднанням «Главтюменьгеологія». У його межах знайдено 28 газових та 19 газоконденсатних покладів. Колектори — пісковики з лінзоподібними вкрапленнями глин та вапняків.
Родовище входить до Тамбейської групи (разом з Західно-Тамбейським, Малигінським і Тасійським), права на розробку якої належать «Газпрому». У 2010-х роках виникли пропозиції по розвитку цієї групи в комплексі з заводом «Ямал ЗНГ», який споруджується компанією «Новатек» на основі Південно-Тамбейського родовища. Планувалось, що «Газпром» передасть частину власності на Тамбейський проект в обмін на володіння долею у родовищах Гиданського півострова. Проте станом на 2016 рік подібного або іншого рішення про розвиток проекту не прийнято.
Запаси Північно-Тамбейського родовища відповідно до російської класифікаційної системи ABC1 складають 724,14 млрд.м3 газу.